# Võ Trọng Việt
Võ Trọng Việt (sinh năm 1957) là một Thượng tướng Quân đội nhân dân Việt Nam và chính trị gia người Việt Nam. Ông là đại biểu quốc hội Việt Nam khóa XIV nhiệm kì 2016-2021 thuộc đoàn đại biểu Quốc hội tỉnh Lạng Sơn, nguyên Ủy viên Ủy ban Thường vụ Quốc hội, nguyên Chủ nhiệm Ủy ban Quốc phòng và An ninh Quốc hội khóa XIV. Ông từng là Thứ trưởng Bộ Quốc phòng (2015 – 2016), Ủy viên Ủy ban Quốc phòng và An ninh của Quốc hội khóa XII, Tư lệnh Bộ đội Biên phòng Việt Nam (2012 – 2015). Trong Đảng Cộng sản Việt Nam, ông là nguyên Ủy viên Đảng đoàn Quốc hội, nguyên Ủy viên Ban Chấp hành Trung ương khóa XI, XII,  Ủy viên Quân ủy Trung ương (2011–2016).

## Thân thế
Võ Trọng Việt sinh ngày 10 tháng 9 năm 1957 trong một gia đình nông dân ở cửa sông làng Trung Hoà, Đức Hòa, Đức Thọ, Hà Tĩnh. Ông là anh cả của 6 đứa em: Võ Trọng Hùng (Đại tá, nguyên Phó giám đốc Công an tỉnh Hà Tĩnh), Võ Ngọc Sơn (Giám đốc Công ty Đăng kiểm xe cơ giới Hà Tĩnh), Võ Trọng Hải (Chủ tịch UBND tỉnh Hà Tĩnh Thiếu tướng,  nguyên Giám đốc Công an tỉnh Nghệ An, Nguyên Giám đốc Công an tỉnh Hà Tĩnh, Nguyên Trưởng ban Nội chính Tỉnh ủy Hà Tĩnh, nguyên Chỉ huy trưởng Bộ đội Biên phòng Hà Tĩnh), Võ Thị Hà (em gái, doanh nhân), Võ Thị Hiền (em gái, công tác tại Bộ đội Biên phòng tỉnh Hà Tĩnh), và Võ Thị Hòa (em gái, công tác trong ngành Bưu điện tỉnh Hà Tĩnh).

## Giáo dục
Năm 1980, ông tốt nghiệp Trường Sĩ quan công an vũ trang (nay là Học viện Biên phòng).

## Sự nghiệp
Năm 1975, Võ Trọng Việt nhập ngũ và trở thành lính của tiểu đoàn 22, Quân khu 4.
Ngày 17 tháng 9 năm 1977, Võ Trọng Việt gia nhập Đảng Cộng sản Việt Nam.
Năm 1980, ông tốt nghiệp Trường Sĩ quan công an vũ trang (nay là Học viện Biên phòng) được phong quân hàm Thiếu uý và được phân công về phòng Trinh sát Quân khu V nhận nhiệm vụ đi biệt phái chống FULRO ở Đắk Lắk.
Năm 2000, ông đảm nhận cương vị chỉ huy trưởng Biên phòng Hà Tĩnh.
Năm 2005, ông được điều động ra Bộ Tư lệnh Bộ đội Biên phòng Việt Nam làm Chính ủy, thăng hàm thiếu tướng. Cũng năm này, ông được phong Anh hùng Lực lượng vũ trang nhân dân. 
Tháng 5 năm 2007, ông trúng cử đại biểu Quốc hội khóa XII tại tỉnh Sơn La.
Tháng 1 năm 2011, ông được bầu là Ủy viên Ban Chấp hành Trung ương Đảng Cộng sản Việt Nam khóa XI.
Ngày 22 tháng 5 năm 2011, ông trúng cử Đại biểu Quốc hội khóa XIII tại tỉnh Kon Tum.
Năm 2012, bổ nhiệm giữ chức Tư lệnh Bộ đội Biên phòng
Tháng 10 năm 2015, bổ nhiệm giữ chức Thứ trưởng Bộ Quốc phòng
Tháng 01 năm 2016, ông tiếp tục tái cử Ủy viên Ban Chấp hành Trung ương Đảng Cộng sản Việt Nam khóa XII.
Ngày 4 tháng 4 năm 2016 được bầu làm Ủy viên Ban Thường vụ Quốc hội.
Ngày 5 tháng 4 năm 2016, ông giữ chức vụ Chủ nhiệm Ủy ban Quốc phòng và An ninh của Quốc hội.

## Lịch sử thụ phong quân hàm
| Năm thụ phong | 1982     | 1984      | 1987   | 1990     | 1994     | 1998      | 2002   | 2006        | 2010        | 2015         |
| ------------- | -------- | --------- | ------ | -------- | -------- | --------- | ------ | ----------- | ----------- | ------------ |
| Cấp bậc       | Trung úy | Thượng úy | Đại úy | Thiếu tá | Trung tá | Thượng tá | Đại tá | Thiếu tướng | Trung tướng | Thượng tướng |

## Từ thiện
Trong thời gian làm chính ủy Bộ đội Biên phòng Việt Nam, ông đã cùng với Đảng ủy Bộ Tư lệnh Biên phòng phối hợp với Mặt trận Tổ quốc Việt Nam và báo Quân đội nhân dân làm chương trình "Mái ấm biên cương" với điều kiện: chỉ được làm 1.000 căn nhà, không được vận động doanh nghiệp quân đội. Năm đầu tiên ông xây được tới 3.000 căn nhà "Mái ấm biên cương" trên cả nước. Sau 3 năm là 7.900 căn nhà và gần 300 công trình dân sinh.
Năm 2012, qua thực tế công tác, ông nhận thấy nhiều trường hợp bị hiếm muộn nên ông đã thành lập Quỹ hiếm muộn của bộ đội biên phòng, mời Bệnh viện Từ Dũ, Bệnh viện phụ sản Hà Nội đến tư vấn và bàn cách tạo quỹ để giúp anh em bộ đội có cơ hội có con. Chỉ hai năm, quỹ đã có 14 tỉ đồng, được trích từ tiền lương hằng tháng của mỗi sĩ quan, chiến sĩ trong toàn lực lượng biên phòng. Nhờ ông mà bây giờ có gần 700 cặp hiếm muộn đã có con.

## Phát ngôn

### Yêu cầu Facebook, Youtube đặt văn phòng tại Việt Nam
Sáng ngày 29 tháng 5 năm 2018, khi thảo luận về dự thảo Luật An ninh mạng tại nghị trường Quốc hội Việt Nam, Võ Trọng Việt cho rằng việc dự thảo luật yêu cầu các công ty nước ngoài khi cung cấp dịch vụ trên mạng tại Việt Nam phải đặt văn phòng tại Việt Nam là cần thiết và không vi phạm các quy ước, cam kết mà Việt Nam đã kí với các nước khác.

### Ba lần xin Quốc hội giữ nguyên dự thảo Luật An ninh mạng
Ngày 29 tháng 5 năm 2018, tại buổi Thảo luận cuối cùng về dự thảo Luật An ninh mạng trước khi biểu quyết thông qua vào ngày 12 tháng 6 năm 2018, mặc dù có nhiều đại biểu (không công tác trong quân đội hay công an) phản đối dự thảo luật như Nguyễn Lân Hiếu, Trần Thị Dung, Phạm Thị Thanh Thủy, Nguyễn Bá Sơn về việc lo ngại luật này hạn chế quyền ngôn luận và tiếp cận thông tin của nhân dân, tạo điều kiện cho cơ quan điều tra lạm quyền, nhưng Võ Trọng Việt vẫn ba lần đề nghị Quốc hội "cho giữ như dự thảo Luật".
Đúng như mong muốn của ông, vào lúc 9h57 phút (giờ Việt Nam, GMT+7) sáng ngày 12 tháng 6 năm 2018, Quốc hội Việt Nam đã bỏ phiếu chính thức thông qua Luật An ninh mạng, cụ thể trong số 466 đại biểu tham gia (tổng số đại biểu Quốc hội là 487, 21 đại biểu không tham gia biểu quyết), có 423 đại biểu tán thành (86,86%), 15 đại biểu không tán thành (3,08%), và 28 đại biểu không biểu quyết (5,75%). Luật An ninh mạng có 7 chương, 43 điều, có hiệu lực thi hành từ ngày 1 tháng 1 năm 2019.

## Phát biểu
- Về vụ Đồng Tâm: "Chúng ta đi nước ngoài nhiều, nhưng chưa có đất nước nào yên ổn như Việt Nam. Ta thấy vụ Đồng Tâm ghê gớm nhưng so với các nước đã là gì đâu. Đừng tưởng vài vụ như Đồng Tâm là mất nước đến nơi rồi.[8]
- Về vụ cát tặc, ông Việt đánh giá việc quản lý xã hội nói chung còn kém: "Cát tặc làm đến mức độ cả làng xóm An Giang sụt xuống sông. Cứ đổ cho khí hậu nhưng thực chất là không quản lý được. Khi là cát tặc, lâm tặc, rồi khoáng sản bị khai thác ngày càng cạn kiệt thì việc quản lý xã hội cần phải làm gì? Ta quyết tâm, giao trách nhiệm cho người đứng đầu và xử lý như thế nào? Tôi thấy làm chưa đến nơi đến chốn"[8]
- Về đề xuất Giám đốc Công an cấp tỉnh có quân hàm cấp tướng: "đây là vấn đề hệ trọng nên đề nghị báo cáo Bộ Chính trị xin ý kiến" (Ngày 16 tháng 5 năm 2018, tại buổi họp cho ý kiến về dự án Luật Công an nhân dân sửa đổi của Ủy ban thường vụ Quốc hội Việt Nam khóa XIV).[9]